# Cirque romain de Milan
Le cirque romain de Milan est l'ancien cirque romain de la ville de Mediolanum (aujourd'hui Milan). Il fut construit à la demande de l'empereur Maximien à la fin du IIIe siècle.  
Seul cirque romain d'Italie du Nord avec le cirque d'Aquilée, le cirque de Milan subsista au Moyen-Âge et fut probablement rasé lors du siège de la ville par Frédéric Barberousse en 1162. 
La partie la mieux conservée de la structure est l'une des deux tours latérales des carceres, qui nous est parvenue presque intacte. Celle-ci sert aujourd'hui de campanile pour l'église San Maurizio al Monastero Maggiore.  

## Localisation
Le cirque romain de Milan est situé à l'Ouest de Milan, dans un espace comprit aujourd'hui entre le Corso Magenta, la via del Torchio, la via Brisa, la via Cappuccio, la via Morigi et la via Circo, dont le nom commémore le souvenir de cet ancien édifice.

Plan de Mediolanum durant l'Antiquité tardive. Le cirque romain se trouve à l'Ouest de la ville, dans le quartier du palais impérial, à proximité des remparts.

Durant l'Antiquité tardive, le cirque romain se trouvait à proximité du palais impérial - aujourd'hui disparu - et des remparts de la ville.
Le cirque était orienté du Nord au Sud. La position de son hémicycle fut conditionnée par celle du fleuve voisin. 

## Histoire

### Construction
Si la date exacte de la construction du cirque romain de Milan n'est pas connue, celle-ci a probablement commencé aux environs de l'année 293 à la suite de l'installation de l'empereur Maximien à Mediolanum sept ans plus tôt. 
Son édification s'inscrit dans le cadre d'un vaste programme d'embellissement de la ville, destiné à conférer à celle-ci le prestige d'une ville impériale. Son inauguration dut avoir lieu avant la fin du règne de l'empereur en 305.

### Durant l'Antiquité tardive
Le cirque de Milan était le seul cirque romain en Italie du Nord avec le cirque de la ville d'Aquilée, construit sur un modèle similaire.
Le poète Ausone mentionne le cirque de Milan dans son poème Ordo urbium nobilium, dédié aux grandes villes de l'Empire romain.
L'empereur Théodose y fit donner des jeux le 16 janvier 395 afin de célébrer sa victoire sur l'usurpateur Eugène, avant de mourir la nuit suivante.

### Au Moyen-Âge
Le cirque survécut aux différents sièges de la ville durant la période des invasions barbares. En 604, le roi lombard Adaloald y fut baptisé.
Le cirque fut probablement détruit lors du siège de Milan par Frédéric Barberousse en 1162.

### Fouilles
Dans les années 1930, des fouilles sont menées sur le site. En 1937, Giuseppe De Capitani d'Arzago exhume des murs du cirque ainsi qu'une partie de l'hémicycle dans les caves des habitations avoisinantes via Morigi et via Brigna. Les bombardements de la Seconde Guerre mondiale permirent de mettre au jour de nouveaux vestiges. Une nouvelle campagne de fouille fut entreprise par la suite jusqu'aux années 1960.

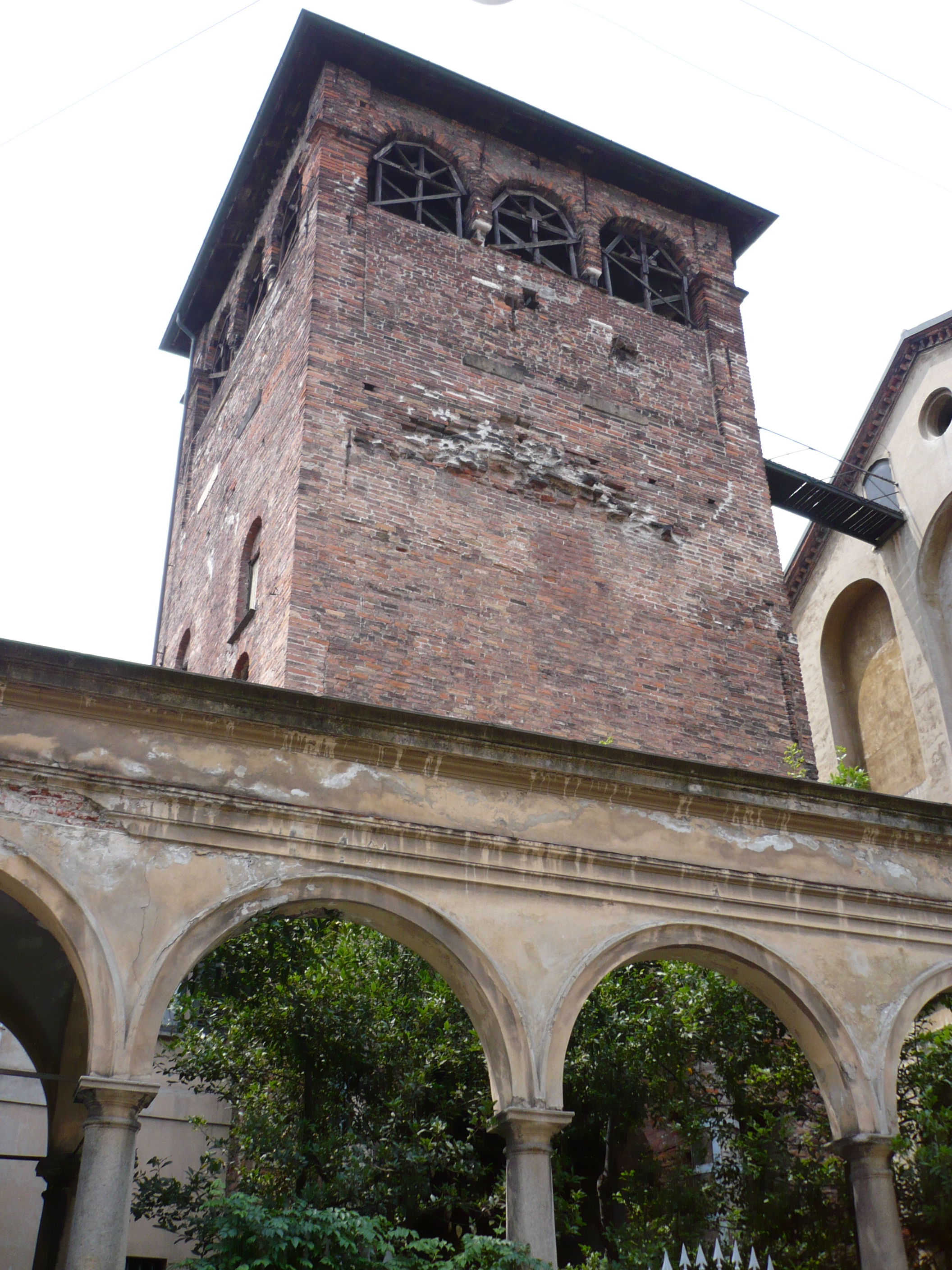
Vue de la tour ouest des carceres

## Description

### Architecture
Sa technique de construction, recourant à l'utilisation de briques, correspond à celle d’autres monuments de la ville construits lors de l'Antiquité tardive.

### Dimensions
La piste du cirque avait une longueur de 460 mètres et une largeur variant de 67 à 68 mètres.

### Capacité
La capacité du cirque pouvait être de 25 000 spectateurs.

## Vestiges

### Tour descarceres
La partie la mieux conservée du cirque romain de Milan est l'une des deux tours latérales du carceres, qui encadraient les stalles de départ des chevaux lors des courses. Transformée en campanile de l'église San Maurizio al Monastero Maggiore, la tour ouest nous est parvenue presque intacte.